# قلهک
قُلْهَک محله‌ای در شمال تهران واقع در شهرستان شمیرانات  است. این محله از شرق به محله دروس، از غرب به رودخانه قلهک، از شمال به باغ سفارت بریتانیا و از جنوب با خیابان پورمشکانی و خیابان وحید دستگردی هم‌مرز است.
این منطقه از گذشته‌های دور دارای چندین رشته قنات بوده که برخی از آن‌ها هنوز جاری هستند. آب قنات جاری در سفارت که بسیار پرحجم و همچنان جاری است، درختان چنار کهنسال منطقه را سیراب می‌کند. در منطقه قلهک، دو مسجد به نام‌های مسجد جامع و مسجد اعظم قلهک وجود دارد. قدیمی‌ترین مسجد آن، مسجد اعظم قلهک می‌باشد که در آن در ایام تاسوعا و عاشورا نخل قلهک برای ایام سوگواری بیرون آورده می‌شود. همچنین حمام اهالی قلهک، واقع در خیابان جلالی جنب بن‌بست شریعتی می‌باشد که به نام گرمابه حافظ تا چندین سال پیش معروف بوده‌است، ولی در حال حاضر تعطیل است. این حمام قدمتی نزدیک به صدسال دارد و تاریخ احداث آن به طور دقیق مشخص نیست. شواهد نشان می‌دهد که آب قنات که از باغ سفارت انگلیس وارد حوضچه حمام می‌شده و در کوره پزخانه توسط برگ درختان و الوار سوزانده شده، آب گرم می‌شده و اهالی حمام می‌کرده‌اند که بعدها لوله‌کشی آب و گاز آمده و دوش حمام نصب شده‌است.

## تاریخچه
قلهک در سیزده کیلومتری جنوب امامزاده صالح سر راه آسفالته بوده‌است. سکنۀ آن در دوران قاجار هزار تن شمرده شده‌اند. این قریه نخستین روستای شمیران محسوب می‌شود و از آنجا رودخانه‌های متعددی به اطراف منشعب می‌شده‌است. یکی به سوی سفارتخانه خارجی‌ها، دیگری به سوی قصرهای اعیان و باغهای ییلاقی درباریان یا کارمندان می‌رفته‌است. منوچهر ستوده در کتاب خود محدود و مشخصات قلهک را به شرح زیر بیان می‌دارد: قلهک در دو طرف جاده قدیم شمیران واقع است و محدود است از شمال به تجریش و از جنوب به اراضی چالهرز و داودیه و از مشرق به دروس و از مغرب به تپه‌های الهیه و قسمتی از زرگنده.
نخستین تماس تلفنی که از شمیران با تهران برقرار شد، از قلهک و در تلفن‌خانه‌ای که در کوچهٔ تلفن‌خانه (یزدانیان فعلی) بود، گرفته شد.
تلفنخانه قلهک برای برقراری تماس تلفنی شاه با وزرا و کاخ سلطنتی راه اندازی شده بود تا زمانی که شاه در ییلاق شمیران به سر می‌برد از احوال کاخ بی‌خبر نماند.

## نام قلهک
قلهک (به ضم قاف و فتح‌ها و سکون بقیه) به معنی قلۀ کوچک است؛ و کلمه مرکب است از قله و از کاف پسوند که علامت تصغیر است.
مرتضی رازفر در رابطه با مصداق نام قلهک می‌گوید: " در کنار جاده قدیم شمیران (شریعتی کنونی) که بسیار باریک بود محله قلهک کنونی وجود داشت که سکنه بسیار کمی داشت و قلعه کوچکی آنجا بود بر این اساس به محله این قلعه کوچک، «قلعهک» می‌گفتند که پس از مرور زمان به قلهک تبدیل شد. مدارکی نیز در حسینیۀ قلهک واقع در مسجد اعظم قلهک وجود دارد که این موضوع را تأیید می‌کند؛ به طور مثال بر روی خیلی از بناها، ستون‌ها و … حک شده‌است قلعهک.

## بخش‌های معروف
دوراهی قلهک، راه منشعب شده از جاده شمیران (خیابان شریعتی) به خیابان یخچال، «کوچه ده» با نام فعلی «کوچه سجاد»، کوچه تلفنخانۀ قلهک (نام فعلی شهید یزدانیان)، باغ سفارت انگلیس و خیابان‌های کِی‌نژاد، فکوریان و یخچال (مشترک بین دروس و قلهک) از بخش‌های معروف قلهک هستند.

مسجد جامع قلهک نیز در خیابان شریعتی پیش از «چهارراه دولت» قرار دارد.

## ساکنان مشهور
سید محمد بهشتی، مرتضی مطهری و غلام حسین بنان از ساکنان مشهور قلهک بودند. سید علیرضا بهشتی فرزند محمد بهشتی می‌گوید: سر خیابان خانه ما چند مغازه وجود داشت. خشکشویی، قصابی، میوه‌فروشی، نانوایی و نفت فروشی از مغازه‌های شلوغ و پررفت‌وآمد محله ما بود. جمعیتی در این محله نبود. در کل کوچه شاید حدود ۱۰ یا ۱۲ خانوار زندگی می‌کرد. دلیل نام خیابان مطهری این است که بالاتر از کوچه ما یک آدم بازاری بسیار متدین به اسم آقای مطهری زندگی می‌کرده. اسم قدیم خیابان شهید صدیق هم در گذشته تورج نام داشت و نام این کوچه (بهشتی) هم در زمان قدیم منطقی بود که فکر می‌کنم به‌خاطر سرهنگ منطقی که زمانی در اینجا زندگی می‌کرده، نامگذاری شده بود.
زمان قدیم بسیاری از خانه‌های این محله یک طبقه یا دوطبقه بود و ساکنان آن بیشتر افرادی از طبقه متوسط و نسبتاً رو به بالایی بودند که اکثر آنها کارمند بودند. این رودخانه هم تقریباً به همین صورت بود با این تفاوت که یک پل چوبی داشت که محله را به هم وصل می‌کرد و آنقدر باریک بود که فقط یک ماشین می‌توانست از روی آن رد شود.
خانهٔ سید محمد بهشتی توسط شهرداری تهران خریداری و در تیرماه ۱۳۹۲ به صورت خانه موزه افتتاح شد.
عباس کیارستمی متولد محله قلهک و تحصیلات دبیرستان را نیز در مدرسهٔ جم قلهک گذرانده‌است.

## ایستگاه مترو قلهک
در ۱۳ مرداد ۱۳۴۴، پارک کودک و کتابخانه شماره ۷ در قلهک توسط شهردار تهران تقی سرلک افتتاح می‌شود.
در دهه ۱۳۸۰ (خورشیدی) به جهت توسعۀ متروی شهر تهران «پارک کودک قلهک» و کتابخانه به کلی تخریب و به کارگاه ساخت ایستگاه مترو تبدیل گشت. سرانجام در اردیبهشت سال ۱۳۸۸ ،ایستگاه متروی قلهک توسط محمد باقر قالیباف، شهردار تهران و محسن هاشمی ،مدیرعامل وقت مترو تهران افتتاح گردید.

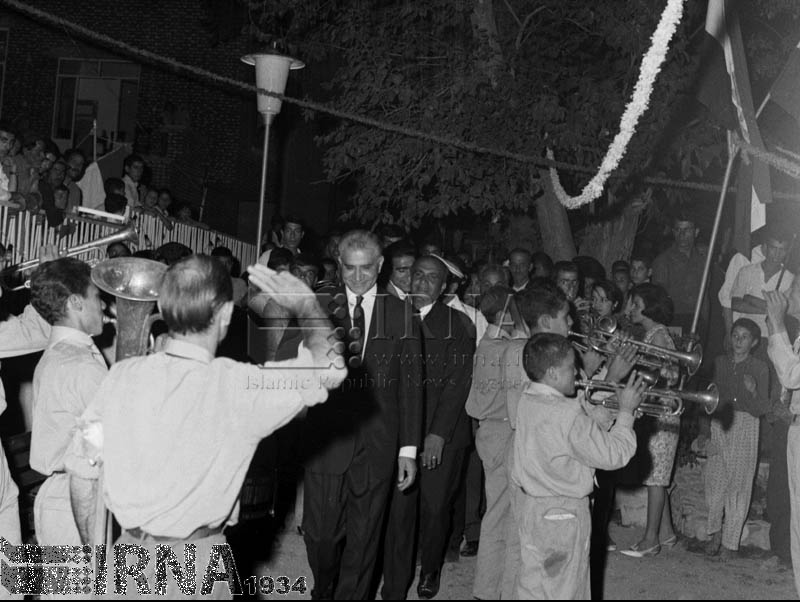
گشایش باغ کودک قلهک

## حوادث تاریخی
بست‌نشینی در سفارت بریتانیا و پناه گرفتن ۲۱ روزهٔ صدها نفر در باغ سفارت بریتانیا در قلهک، در آغاز جنبش مشروطه نقطهٔ عطفی در تاریخ مشروطه ایران گردید و منتج به صدور فرمان مشروطیت توسط مظفرالدین‌شاه گشت.

## اماکن پیرامون
- باغ قلهک
- بیمارستان ایرانمهر
- ایستگاه متروی قلهک
- موزه آب (بوستان خلیج فارس)
- سینما فرهنگ
- مرکز خرید نگین قلهک
- مرکز خرید نگین ظفر
- مرکز خرید قلهک
- فروشگاه رفاه قلهک
- پردیس قلهک
- خانه موزه شهید بهشتی
- مسجد اعظم قلهک
- مسجد جامع قلهک